# Stiring-Wendel
Stiring-Wendel település Franciaországban, Moselle megyében. Lakosainak száma 11 048 fő (2022. január 1.). Stiring-Wendel Forbach, Schœneck, Spicheren és Saarbrücken községekkel határos.

## Népesség
A település népessége az elmúlt években az alábbi módon változott:
| Lakosok száma | 12 506 | 12 254 | 12 115 | 11 618 | 11 385 | 11 178 | 11 043 | 11 067 | 11 048 |
|               | 2013   | 2015   | 2016   | 2017   | 2018   | 2019   | 2020   | 2021   | 2022   |